# Hankivți, Sneatîn
Hankivți (în ucraineană Ганьківці) este localitatea de reședință a comunei Hankivți din raionul Sneatîn, regiunea Ivano-Frankivsk, Ucraina.

## Demografie
Componența lingvistică a localității Hankivți
     Ucraineană (99,59%)
     Alte limbi (0,36%)
Conform recensământului din 2001, majoritatea populației localității Hankivți era vorbitoare de ucraineană (99,59%), existând în minoritate și vorbitori de alte limbi.